# Kyjov, Havlíčkův Brod
Kyjov là một làng thuộc huyện Havlíčkův Brod, vùng Vysočina, Cộng hòa Séc.